# Antonio Hurtado Zurera
Antonio Hurtado Zurera, né le 2 janvier 1961 à Aguilar de la Frontera, est un économiste et homme politique espagnol membre du Parti socialiste ouvrier espagnol (PSOE).
Sénateur de la circonscription de Cordoue entre 2008 et 2011, il est élu député lors des élections générales de novembre 2011.

## Biographie

### Économiste de formation
Antonio Hurtado Zurera est titulaire d'une licence en sciences économiques et entrepreneuriales obtenue à l'université de Séville entre 1980 et 1984. Économiste de formation, il entre à la députation provinciale de Cordoue en novembre 1986. Il est promu chef du service des Finances de l'institution en août 1991. Après avoir quitté son poste en octobre 1994, il travaille comme conseiller au sein de différentes entreprises du privé.

### Un début local
Il est nommé délégué du département de l'Économie et des Finances de la Junte d'Andalousie dans la province de Cordoue le 18 octobre 1994 par Magdalena Álvarez alors responsable de ce portefeuille. Il quitte ses fonctions en juin 2003 après les élections municipales du mois précédent au cours desquelles il est élu conseiller municipal de Cordoue. Il devient alors le porte-parole du groupe socialiste municipal situé dans l'opposition à la maire Rosa Aguilar jusqu'aux élections suivantes de mai 2007.

### Parlementaire aux Cortes
Il est investi en deuxième position sur la liste sénatoriale du PSOE dans la circonscription de Cordoue en vue des élections générales de mars 2008. Élu avec le soutien de 235 011 électeurs, il réalise le deuxième meilleur score de la province après Isabel Flores mais devant le maire de Baena Luis Moreno Castro et le conservateur Jesús Ramón Aguirre Muñoz. Au Sénat, il siège comme premier secrétaire de la commission du Règlement et porte-parole socialiste à la commission de l'Économie et des Finances.
Il postule, cette fois, en deuxième position sur la liste du parti conduite par Rosa Aguilar à l'occasion des élections législatives de novembre 2011. Élu au Congrès des députés avec deux autres de ses collègues, il occupe les fonctions de porte-parole adjoint à la commission de l'Économie et de la Compétitivité et à celle des Budgets. Il fait partie des réunions en formation restreinte chargées d'examiner l'ensemble des budgets de la législature.
Réélu aux côtés de María Jesús Serrano lors du scrutin législatif de décembre 2015, il perd ses fonctions à la commission de l'Économie et de la Compétitivité pour occuper celles de porte-parole à la commission mixte chargée des relations avec le Tribunal des comptes et est promu porte-parole adjoint à la commission de la Santé et des Services sociaux. Il devient, en outre, deuxième secrétaire de la commission des Budgets.
Il conserve son mandat à la suite du scrutin anticipé de juin 2016. De nouveau porte-parole à la commission chargée des Relations avec le Tribunal des comptes, il est promu premier vice-président de la commission des Budgets. Il reste simple membre des commissions de l'Économie et des Finances.

### Candidat à Cordoue
Dans le cadre des élections municipales de mai 2023 à Cordoue, Antonio Hurtado se porte candidat aux primaires internes visant à désigner le candidat socialiste. Il est officiellement désigné tête de liste le 11 décembre 2022 après avoir remporté 54,2 % des voix face à Carmen Campos, conseillère municipale sortante.

### Vie privée
Ayant manifesté publiquement son homosexualité, il revendique l'héritage de Pedro Zerolo ainsi que les changements législatifs introduits sous les gouvernements de José Luis Rodríguez Zapatero tels que le mariage homosexuel et l'ouverture de l'adoption à ces couples.